# Glossonotus univittatus
Glossonotus univittatus är en insektsart. Glossonotus univittatus ingår i släktet Glossonotus och familjen hornstritar. Utöver nominatformen finns också underarten G. u. pumilis.